# SGV Freiberg
SGV Freiberg is een Duitse omnisportvereniging uit Freiberg am Neckar waarvan de voetbalafdeling het bekendst is.
De club ontstond in 1973 uit een fusie tussen SGV Heutingsheim en TSV Beihingen. In 2022 promoveerde de club voor het eerst naar de Regionalliga Südwest. Daarin wist de club zich in het seizoen 2022/23 te handhaven.